# 米赫伊策·齐格内斯库
米赫伊策·齐格内斯库（羅馬尼亞語：Mihăiță Țigănescu，1998年2月4日—），罗马尼亚男子赛艇运动员。他曾代表罗马尼亚参加2020年夏季奥林匹克运动会赛艇比赛，获得男子四人单桨无舵手银牌。